# Tanjalotta Räikkä
Tanjalotta Räikkä (* 16. November 1962 in Rauma) ist eine finnische Schauspielerin und Sängerin. Sie ist auch als Tanja-Lotta Räikkä bekannt.

## Leben
Tanjalotta Räikka ist die Tochter der Schauspieler Ossi und Laila Räikkä.
Nach mehreren Fernsehserien gab Räikka 1997 mit den beiden Spielfilmen Die Erlösung und Die Nacht des Schmetterlings ihr Leinwanddebüt. In dem von Auli Mantila inszenierten Thriller Komplizinnen aus Angst spielte sie die Rolle der Pathologin Oili Lyyra, die mehrere Frauen auf einem Rachefeldzug gegen Männer, anführt. Für ihre Darstellung wurde sie als Beste Hauptdarstellerin für einen Jussi nominiert. 
Räikka wirkte als Sängerin mit dem von Gösta Sundqvist geschriebenen Lied Huominen Eurooppa am Finnischen Vorausscheid für den Eurovision Song Contest 1989 mit. Von zehn Kandidaten belegte sie den achten Platz und konnte sich nicht gegen die Siegerin Anneli Saaristo durchsetzen.

## Filmografie
- 1997: Die Erlösung (Lunastus)
- 1997: Die Nacht des Schmetterlings (Neitoperho)
- 2000: Komplizinnen aus Angst (Pelon maantiede)
- 2004: Mein Freund Henry (Ystäväni Henry)
- 2022: Nurses (Syke, Fernsehserie, vier Folgen)